# Santa María Magdalena (1773)
La Santa María Magdalena fue una fragata de la Marina de guerra española, que naufragó junto con el bergantín Palomo en 1810 en la Ría de Vivero, Lugo (España). La Santa María Magdalena, bajo el mando del capitán Blas de Salcedo, había sido construida en 1773 en los Reales Astilleros de Esteiro y montaba 38 cañones. El bergantín Palomo, mandado por el teniente de fragata Diego de Quevedo, fue construido en 1795 en el mismo arsenal y montaba 18 cañones.
Los dos buques formaban parte de la flota hispano-inglesa que, al mando del capitán Joaquín Zarauz, tenía como misión defender la costa cantábrica contra los ataques de los franceses.
Completaban la flota el corsario Insurgente Roncalesa, una balandra inglesa y 20 buques de transporte.

## Los días previos
Zarpan de La Coruña el 14 de octubre de 1810. Al pasar por Ribadeo se les unen la goleta Liniers y los cañoneros Corzo, Estrago, Gorrión y Sorpresa, así como quince transportes más. En la tarde del día 18, fondean en Gijón para desembarcar al día siguiente las fuerzas del ejército, que atacarían la ciudad asturiana, consiguiendo así que las fuerzas francesas se replegasen. Terminada la acción, se dirigen a Santoña el día 23, justo cuando se declara un viento noroeste muy fuerte. Esto provoca que los buques más grandes echen cabos, mientras que los cuatro cañoneros se hunden, aunque se salvan sus respectivas tripulaciones.

## La tragedia

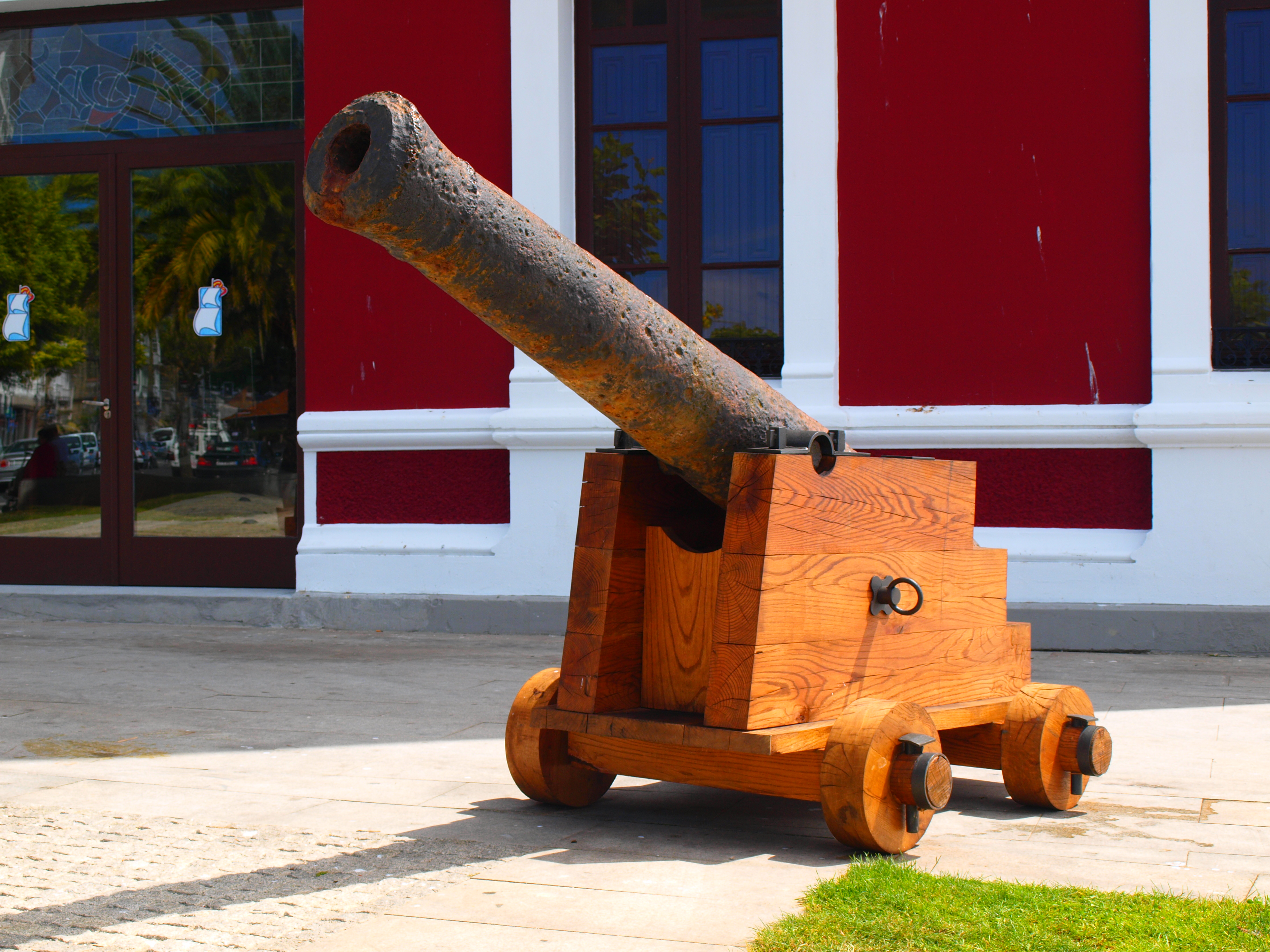
Cañón recuperado del pecio de la fragata Santa María Magdalena, en exhibición en Vivero.

Con la mejora del tiempo y dispersada la flota, se dirigen el día 29 al puerto de Vivero la fragata Magdalena, el bergantín Palomo, dos transportes y la fragata inglesa Narcisus. El 2 noviembre se declara un fuerte temporal de componente norte, y esa noche piden auxilio con bengalas y cañonazos. Las dificultades eran especiales para la Magdalena y el Palomo, que solo contaban con dos anclas, ya que las otras dos las dejaron en el puerto de Santoña. El temporal destrozó el casco de la Magdalena y no tardó en irse a pique. El Palomo fue arrastrado por las olas a la playa de Sacido.
Del total de la tripulación de la fragata, solo lograron alcanzar la costa ocho hombres, de los que sobrevivirían tres, elevándose a 480 la cifra total de fallecidos. La práctica totalidad de los muertos fueron arrastrados por el mar a lo largo de esa noche a la playa de Covas. Murieron 70 hombres del Palomo, por lo que la cifra total de fallecidos (550) lo convierten en una de las mayores tragedias marítimas ocurridas en la costa española. 
Esta tragedia tuvo una enorme repercusión en toda España. El hecho de que apareciese el cuerpo del capitán Blas Salcedo abrazado al de su hijo, hizo que la Armada prohibiese el embarque de padres e hijos o hermanos en el mismo barco.

## La tragedia en la cultura popular
El naufragio hizo que corriese la leyenda y que apareciesen coplas y romances: 
Dime, bergantín Palomo, 

¿dónde fue tu perdición? 

En la ría de Viveiro 

al toque de la oración. 

Di fragata Magdalena, 

 ¿qué mal viento te dio el mar? 

Todos los vientos son buenos 

si Dios no da tempestad.